# Et s’il fallait le faire
«Et s’il fallait le faire» — песня французской певицы Патрисии Каас, записанная в 2008 году для альбома Kabaret. Авторами песни стали Анзе Лацио и Фред Блондин, а спродюсировала её сама Каас. 1 февраля 2009 года песня была выпущена в качестве лид-сингла с альбома Kabaret во Франции, Бельгии, Швейцарии и Германии.

## «Евровидение»
С данной песней певица представляла Францию на конкурсе «Евровидение-2009» в Москве, где заняла восьмое место со ста семью баллами (это был самый высокий показатель для страны с 2002 года).

## Чарты
| Чарт (2009)                                | Пиковая позиция |
| ------------------------------------------ | --------------- |
| Бельгия/Фландрия (Ultratip Bubbling Under) | 21              |
| Бельгия/Валлония (Ultratip Bubbling Under) | 18              |
| СНГ (TopHit)                               | 223             |
| Франция (SNEP)                             | 41              |